# Wielka Sztuczna Rzeka
Wielka Sztuczna Rzeka (arab. النهر الصناعي العظيم; ang. Great Man-made River) – projekt hydrotechniczny w Libii składający się z sieci rurociągów oraz studni; dostarczający wodę pitną z podziemnych warstw wodonośnych na Saharze do miast na wybrzeżu kraju.

## Opis
Wielka Sztuczna Rzeka jest uważana za największą na świecie podziemną sieć rurociągów i największy projekt inżynieryjny, jaki kiedykolwiek został zrealizowany. Składa się na nią 1300 studni o głębokości od 80 do 400 metrów, które dostarczają dziennie łącznie ok. 3 milionów m³ wody pitnej do Trypolisu, Bengazi, Syrty i innych miast Libii. Mu’ammar al-Kaddafi określił projekt mianem ósmego cudu świata.
Segmenty, z których jest zbudowany rurociąg, mają średnicę 4 i długość 7 metrów. Rury składają się z warstw betonu i stalowych płyt.
Władze Libii twierdzą, że woda przy zużyciu jak w roku 2007 wystarczy na tysiąc lat, jednak według niezależnych ekspertów okres ten wynosi zaledwie od 60 do 100 lat.

## Historia
Odwierty prowadzone w 1970 r. w południowo-wschodniej Libii w poszukiwaniu ropy naftowej doprowadziły do odkrycia olbrzymich ilości wód głębinowych, których wiek szacuje się w większości na 14–38 tys. lat. Część z nich jest młodsza i w niektórych przypadkach ma zaledwie 7 tys.).
Idea Wielkiej Sztucznej Rzeki zrodziła się, gdy pod koniec lat siedemdziesiątych XX w. roku źródła wody pitnej miasta Bengazi (drugiego co do wielkości w Libii) zostały zanieczyszczone przez wodę morską i nie były już zdatne do picia. Znalezienie nowych źródeł stało się wtedy kwestią priorytetową. Zaczęto więc rozważać czerpanie jej z pokładów znajdujących się pod Saharą lub importowanie z Europy. Wybrano pierwszą opcję jako najtańszą.
Prace projektowe rozpoczęto w 1984. Realizację projektu podzielono na pięć faz. Pierwszą z nich, która wymagała m.in. usunięcia 85 milionów m³ urobku, rozpoczęto 28 sierpnia 1991. Faza druga (nazwana mianem Pierwsza woda dla Trypolisu) została zakończona 1 września 1996.
Koszty projektu szacowane na ponad 25 miliardów dolarów pokrywane miały być w całości przez rząd libijski, a władze tego kraju zapewniały, że zostanie on zrealizowany w założonym terminie bez finansowego wsparcia oraz pożyczek ze strony innych krajów. Od 1990 szkolenia inżynierów i techników pracujących przy realizacji projektu prowadzi UNESCO.
22 lipca 2011 siły powietrzne NATO zbombardowały fabrykę w Marsa al-Burajka, produkującą elementy rurociągu. Jak wyjaśniano, powodem miała być obecność wyrzutni rakiet na terenie zakładu.
Obecnie (październik 2016) budowa rurociągu jest zagrożona ze względu na trwającą wojnę domową w Libii.

### Kalendarium
- 3 października 1983: Powszechny Kongres Ludowy podczas nadzwyczajnej sesji zadecydował, że poprze i sfinansuje projekt[2][3].
- 28 sierpnia 1984: Mu’ammar al-Kaddafi położył kamień węgielny pod fabrykę w miejscowości Marsa al-Burajka.
- 28 sierpnia 1986: Kaddafi otworzył fabrykę w Marsa al-Burajka
- 26 sierpnia 1989: Kaddafi położył kamień węgielny pod drugi etap projektu

### Pierwsze dostawy wody
- 11 września 1989: do zbiornika Adżdabiji
- 28 września 1989: do zbiornika Grand Omar Muktar
- 4 września 1991: do zbiornika w Syrcie
- 28 sierpnia 1996: do Trypolisu
- 28 września 2007: do Gharyan

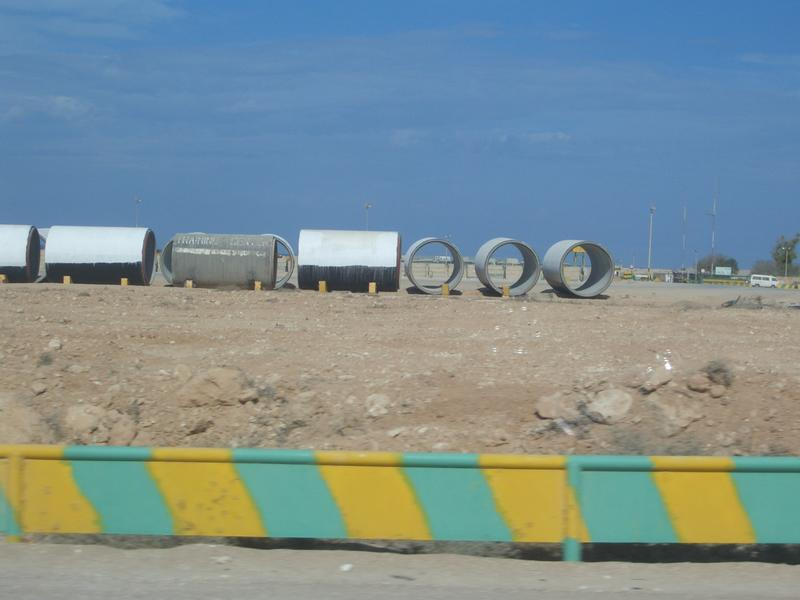
Plac budowy
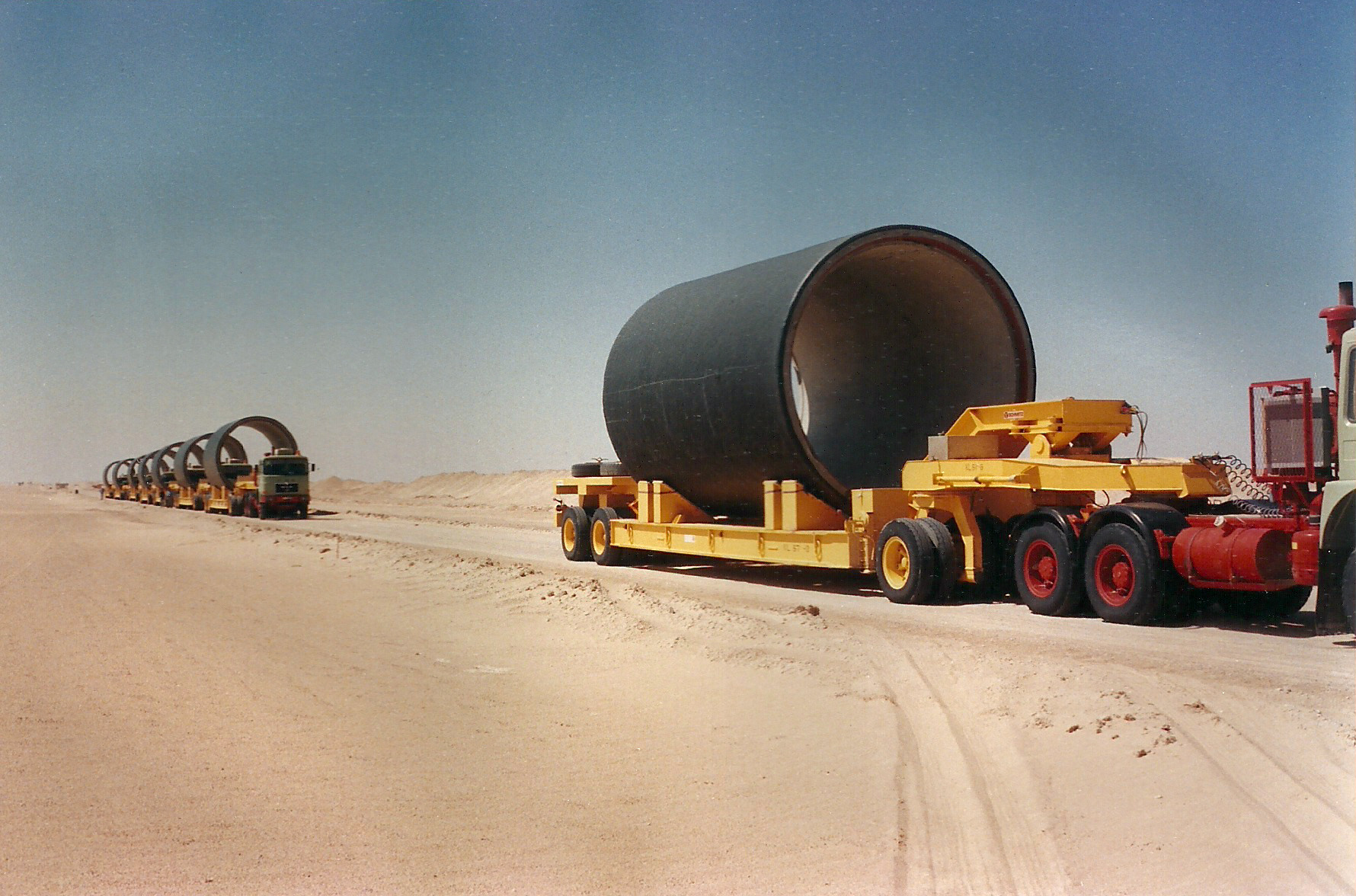
Transport segmentów
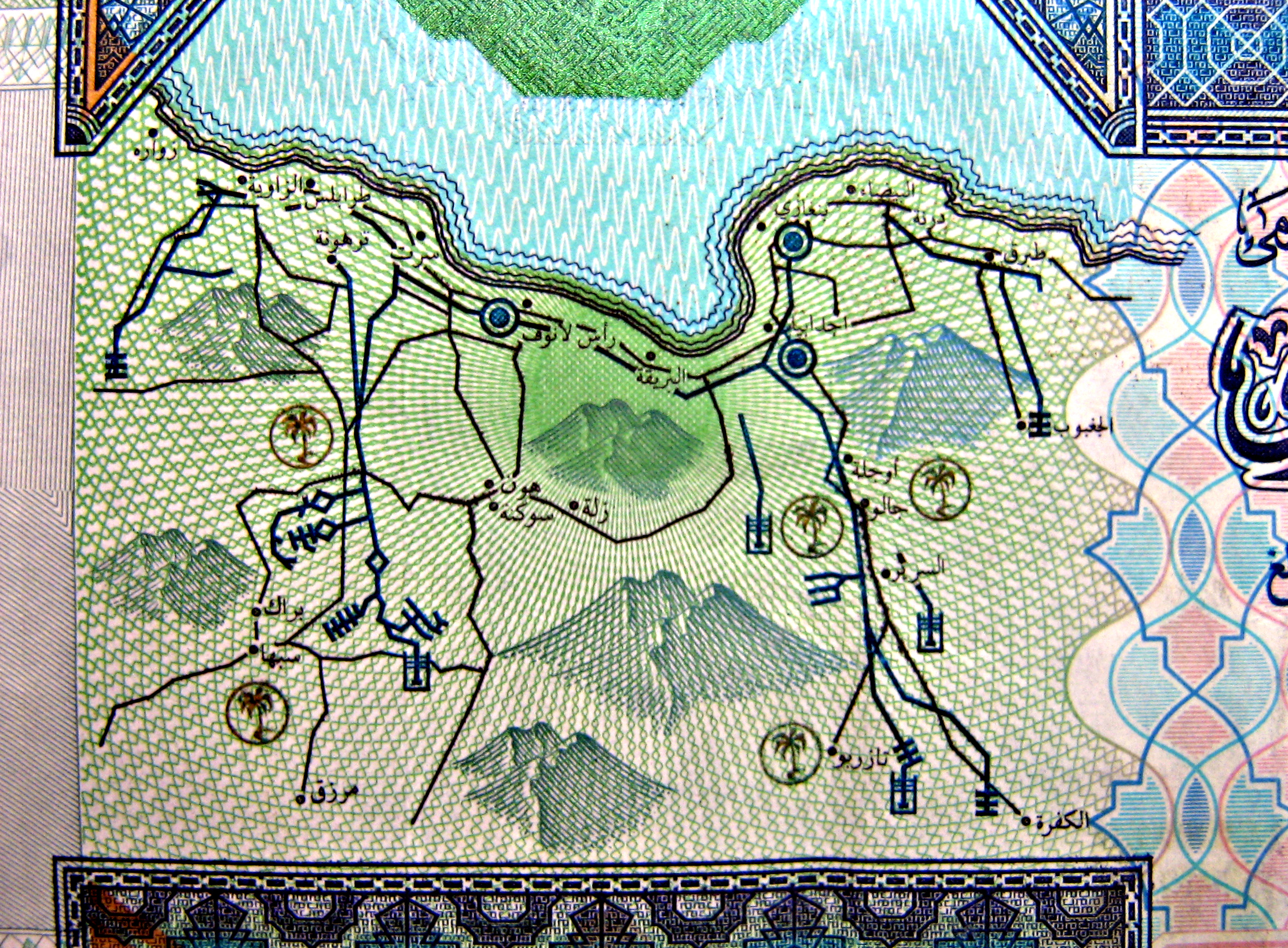
Plan projektu na banknocie o nominale 20 dinarów libijskich
Schemat infrastruktury projektu, wraz z wyszczególnionymi kolejnymi etapami budowy.
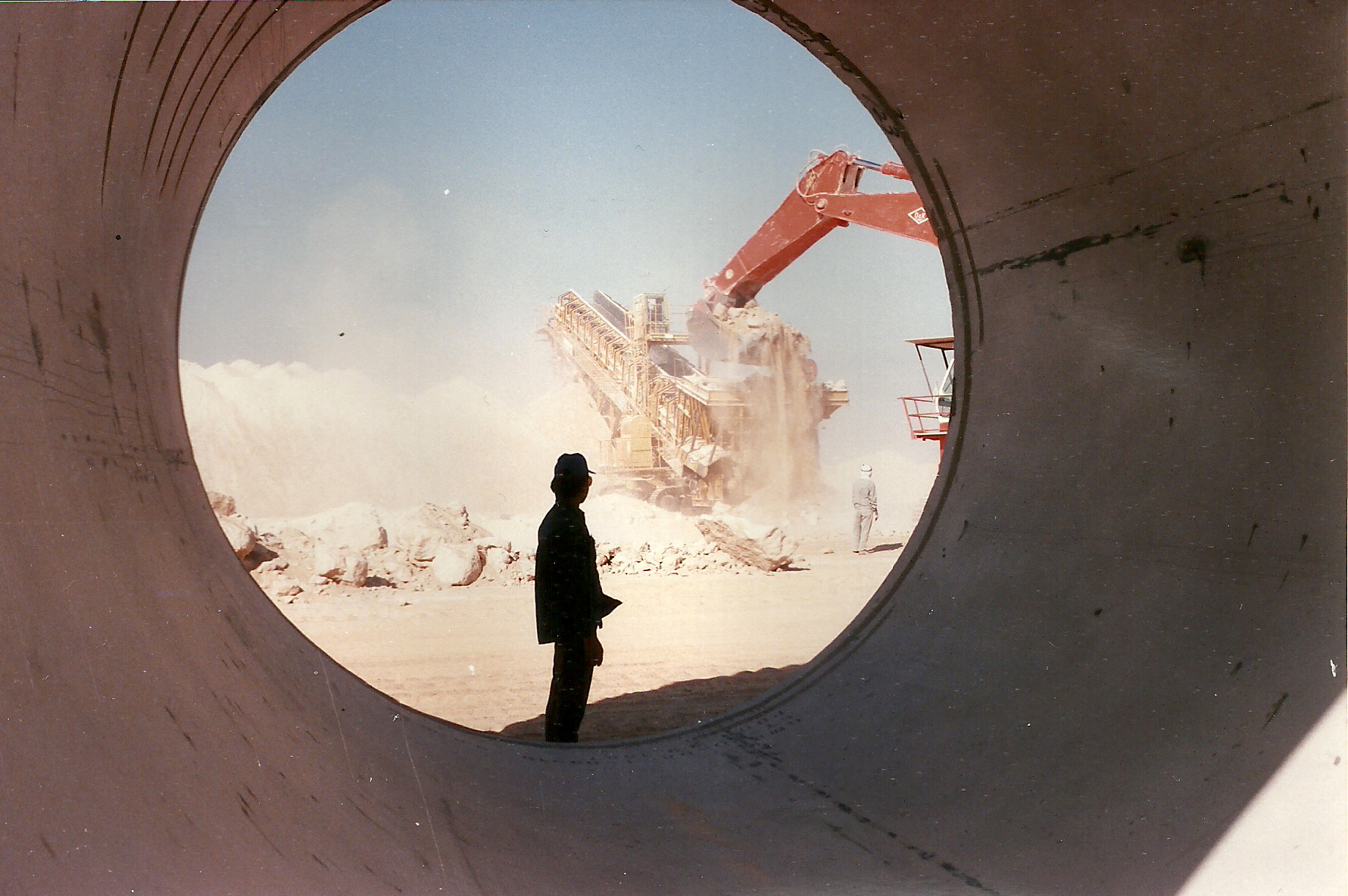
Plac budowy